# Liste der Gemeinden und Ortsteile im Bezirk Belgrad
Die nachfolgende Liste der Gemeinden und Ortsteile im Bezirk Belgrad beinhaltet alle selbstständigen Gemeinden sowie deren Ortsteile des Bezirks Belgrad. Dieser umfasst die zehn Gemeinden der serbischen Hauptstadt Belgrad sowie sieben Vorstadtgemeinden.

## Barajevo
Vorstädtisch:
| - Arnajevo - Baćevac - Barajevo - Bela Reka - Beljina | - Boždarevac - Dražanovac - Dubrave - Gaj - Glumčevo Brdo | - Guncati - Karaula - Lisović - Manić - Meljak | - Nenadovac - Pajšuma - Rašića Kraj - Ravni Gaj - Rožanci | - Srednji Kraj - Stara Lipovica - Suva Šuma - Šiljakovac - Taraiš | - Trebež - Veliki Borak - Vitkovica - Vranić |

## Čukarica
Städtisch:
| - Ada Ciganlija - Azbestno naselje - Banovo brdo - Bele Vode - Careva ćuprija | - Cerak - Cerak II - Cerak Vinogradi - Čukarica - Čukarička padina | - Filmski Grad - Golf naselje - Julino brdo - Košutnjak - Makiš | - Novi Železnik - Orlovača - Repište - Rupčine - Stari Cerak | - Sunčana padina - Žarkovo - Žarkovo selo - Železnik - Železnik selo |

Vorstädtisch:
| - Gorica - Ostružnica | - Pećani - Rucka | - Rušanj - Sremčica | - Umka - Velika Moštanica |

## Grocka
Vorstädtisch:
| - Begaljica - Belo Brdo - Boleč - Brestovik | - Dražanj - Grocka - Kaluđerica - Kamendol | - Leštane - Leštane Novo Naselje - Pudarci - Radmilovac | - Ritopek - Strnjike - Umčari - Vinča | - Vrčin - Zaklopača - Živkovac |

Siedlungen in Kaluđerica
| - Čardak - Klenak | - Moravac - Novo Naselje | - Stara Kaluđerica - Tri Tiganja |

Siedlungen in Vrčin
| - Avramovići - Bajića Kraj - Carino Naselje - Cerje | - Donja Mala - Feroplast - Gornja Mala | - Jankovići - Malo Polje - Orlovica | - Pobrđani - Ravnine - Tranšped |

## Lazarevac
Vorstädtisch:
| - Arapovac - Barzilovica - Baroševac - Bistrica - Brajkovac - Burovo | - Čibutkovica - Cvetovac - Dren - Dudovica - Junkovac - Kruševica | - Lazarevac - Leskovac - Lukavica - Mali Crljeni - Medoševac - Mirosaljci | - Petka - Prkosava - Rudovci - Sokolovo - Šopić - Stepojevac | - Strmovo - Stubica - Šušnjar - Trbušnica - Veliki Crljeni - Vrbovno | - Vreoci - Zeoke - Županjac |

## Mladenovac
Vorstädtisch:
| - Amerić - Baljevac - Beluće - Crkvine | - Dubona - Granice - Jagnjilo - Koraćica | - Kovačevac - Mala Vrbica - Markovac - Međulužje | - Mladenovac - Mladenovac Selo - Pružatovac - Rabrovac | - Rajkovac - Senaja - Šepšin - Velika Ivanča | - Velika Krsna - Vlaška - Vrbovno |

## Novi Beograd
Städtisch:
| - Ada Međica - Airport City Belgrade - Bežanija - Bežanijska Kosa - Blokovi | - Delta City - Dr Ivan Ribar - Fontana - Kartonsko naselje - Ledine | - Mala Ciganlija - Novi Beograd - Paviljoni - Savograd - Savski Nasip | - Staro Sajmište - Studentski Grad - Tošin Bunar - Univerzitetsko Selo - Ušće |

## Obrenovac
Vorstädtisch:
| - Baljevac - Barič - Belo Polje - Brgulice - Brović | - Draževac - Dren - Grabovac - Jasenak - Konatice | - Krtinska - Ljubinić - Mala Moštanica - Mislođin - Obrenovac | - Orašac - Piroman - Poljane - Ratari - Rvati | - Skela - Stubline - Trstenica - Urovci - Ušće | - Veliko Polje - Vukićevica - Zabrežje - Zvečka |

## Palilula
Städtisch:
| - Ada Huja - Bela Stena - Blok Braća Marić - Blok Branko Momirov - Blok Grga Andrijanović - Blok Sava Kovačević - Blok Sutjeska - Blok Zaga Malivuk - Bogoslovija | - Ćalije - Čaplja - Deponija - Dunav City - Dunavski Venac - Hadžipopovac - Karaburma - Karaburma II - Karaburma-Dunav | - Kotež - Kožara - Krnjača - Lešće - Mika Alas - Nova Karaburma - Palilula - Partizanski Blok - Profesorska Kolonija | - Reva - Rospi Ćuprija - Stara Karaburma - Tašmajdan - Viline Vode - Vilingrad - Višnjica - Višnjička Banja - Višnjičko Polje |

Vorstädtisch:
| - Besni Fok - Borča - Dunavac - Glogonjski Rit | - Jabučki Rit - Kovilovo - Ovča - Padinska Skela | - Preliv - Sebeš (Ovčanski) - Slanci - Široka Bara | - Široka Greda - Veliko Selo - Vrbovski |

Siedlungen in Borča
| - Atovi - Borča Greda - Borča I (auch: Centar I) - Borča II (auch: Centar II) - Borča III (auch: Centar III) - Borča IV (auch: Centar IV) | - Borča V (auch: Centar V) - Borčanski Sebeš - Crvenka - Guvno - Irgot - Mali Zbeg | - Mokri Sebeš - Nova Borča - Popova Bara - Pretok - Sebeš - Sivi Dom | - Slatina - Stara Borča - Vihor - Zrenjaninski Put |

Siedlungen in Padinska Skela
| - Industrijsko Naselje | - Novo Naselje | - Srednje Naselje | - Staro Naselje | - Tovilište |

## Rakovica
Städtisch:
| - Jelezovac - Kanarevo Brdo - Kijevo - Kneževac | - Labudovo Brdo - Miljakovac - Miljakovac I - Miljakovac II | - Miljakovac III - Petlovo Brdo - Pionirski Grad - Rakovica | - Resnik - Skojevsko Naselje - Straževica - Sunčani Breg | - Vidikovac - Vidikovačka Padina |

## Savski Venac
Städtisch:
| - Bara Venecija - Dedinje - Diplomatska Kolonija - Gospodarska Mehana | - Jatagan Mala - Karađorđev park - Lisičji Potok - Mostarska Petlja | - Prokop - Savamala - Senjak - Stadion | - Topčider - Topčidersko Brdo - Zapadni Vračar - Zeleni Venac |

## Sopot
Vorstädtisch:
| - Babe - Drlupa - Dučina | - Đurinci - Guberevac - Mala Ivanča | - Mali Požarevac - Nemenikuće - Parcani | - Popović (Belgrad) - Ralja - Rogača | - Ropočevo - Sibnica - Slatina | - Sopot - Stojnik |

## Stari Grad
Städtisch:
| - Andrićev Venac - Dorćol - Jalija - Jevremovac | - Kalemegdan - Kopitareva Gradina - Kosančićev Venac - London | - Skadarlija - Stari Grad - Studentski Trg - Terazije | - Terazijska Terasa - Trg Nikole Pašića - Trg Republike |

## Surčin
Vorstädtisch:
| - Bečmen - Boljevci |  | - Dobanovci - Jakovo | - Ključ - Progar | - Petrovčić - Radio Far | - Stremen - Surčin |

## Voždovac
Städtisch:
| - Autokomanda - Banjica - Banjica II - Braće Jerković - Braće Jerković II - Braće Jerković III - Dušanovac | - Jajinci - Kumodraž - Kumodraž I - Kumodraž II - Kumodraž Selo - Lekino Brdo - Mala Utrina | - Marinkova Bara - Medaković - Medaković I - Medaković II - Medaković III - Mitrovo Brdo - Pašino Brdo | - Selo Rakovica - Siva Stena - Šumice - Torlak - Trošarina - Veljko Vlahović - Voždovac |

 Vorstädtisch:
| - Beli Potok - Bubanj Potok | - Gaj - Pinosava | - Ripanj - Stepin Lug | - Šuplja Stena - Zuce |

Siedlungen in Ripanj
| - Bela Zemlja - Brđani | - Čaršija - Kablar | - Kolonija - Prnjavor | - Stepašinovac - Stražarija | - Trešnja |

## Vračar
Städtisch:
| - Crveni Krst - Cvetni Trg - Čubura | - Englezovac - Istočni Vračar - Gradić Pejton | - Grantovac - Kalenić - Krunski Venac | - Neimar - Savinac - Slavija | - Vračar |

## Zemun
Städtisch:
| - Altina - Bački Ilovik - Batajnica - Crveni Barjak - Ćukovac - Donji Grad - Franjine Rudine - Galenika - Gardoš - Gornji Grad | - Goveđi Brod - Jelovac - Kalvarija - Kamendin - Kolonija Zmaj - Lido - Mala Pruga - Malo Ratno Ostrvo - Marija Bursać - Meandri | - Muhar - Nova Galenika - Novi Grad - Plavi Horizonti - Retenzija - Sava Kovačević - Sutjeska - Šangaj - 13. Maj - Veliko Ratno Ostrvo | - Vojni Put - Vojni Put I - Vojni Put II - Zemun - Zemun Bačka - Zemun Polje - Zemunski Kej - Železnička Kolonija |

Vorstädtisch:
| - Busije | - Grmovac | - Ugrinovci |

## Zvezdara
Städtisch:
| - Bulbuder - Cvetanova Ćuprija - Cvetkova Pijaca - Denkova Bašta - Đeram - Konjarnik - Konjarnik I - Konjarnik II | - Konjarnik III - Lion - Lipov Lad - Mali Mokri Lug - Mirijevo - Mirijevo II - Mirijevo III - Mirijevo IV | - Novo Mirijevo - Orlovsko Naselje - Padina - Rudo - Slavujev Venac - Stari Đeram - Staro Mirijevo - Učiteljsko Naselje | - Veliki Mokri Lug - Vukov Spomenik - Zeleno Brdo - Zvezdara - Zvezdara II |